# موش نیزار
موش نیزار (نام علمی: Thryonomys) نام یک سرده از فروراسته تشی‌آروارگان است.